# 橘潤二
橘 潤二（たちばな じゅんじ、3月1日 - ）は、日本の男性声優。青森県弘前市生まれ、埼玉県育ち。賢プロダクション所属。

## 略歴
スクールデュオ13期生。2013年4月1日より賢プロダクションに所属。
中学卒業後、必死に勉強して県内の進学校に入学するものの、演劇部に入ることで道を踏み外し芝居に興味を持つようになる。その後早稲田大学社会科学部に進学し積極的に舞台出演を重ね、『柿喰う客』などへの客演を経てスクールデュオの一般オーディションに合格する。

## 人物
特技は似非津軽弁、ギター、毎回味の違うスパイスカレーを作ること。趣味は料理、カラオケ、怪談話、無駄に歩くこと、ラジオを聴きながら散歩すること。ザテレビジョンのプロフィールには図画工作、腕相撲を趣味・特技として挙げている。
ラーメン全般好きで、中でもラーメン二郎が好き。
インドア派であると語っている。また、座右の銘は「落ち込み過ぎない」と語っている。
好きな映画には『時計じかけのオレンジ』を挙げているが、実際は見たことはないという。

## 出演
太字はメインキャラクター。

### テレビアニメ
2013年
- 進撃の巨人（兵士）
- サムライフラメンコ（男性C、ドメスティックバイオレンスNo.1、公安B）
- 勇者になれなかった俺はしぶしぶ就職を決意しました。（デリラマジック工場長）
- アイカツ!（2013年 - 2015年、スタッフ、カメラマン、照明チーフ、ディレクター、TVスタッフ 他）

2014年
- のうりん（生徒）
- ジュエルペット ハッピネス（男子生徒A）
- ガイストクラッシャー（騎士団長）
- マギ The kingdom of magic（アガレス）
- ハイキュー!!（2014年 - 2020年、徳点係B、森然コーチ、猿杙大和、森岳歩、土湯新 他） - 4シリーズ
- ブレイドアンドソウル（アロン）
- ジョジョの奇妙な冒険シリーズ（2014年 - 2016年、水夫B、中年男、客、SPW財団医師A、不良C） - 3シリーズ
- パックワールド（2014年 - 2015年、ゴースト、パックワールドの住人、ゴーストロイド、氷のゴースト、スペースワーム 他）
- DRAMAtical Murder（スクラッチメンバーA）
- 魔法科高校の劣等生（2014年 - 2020年、工作員、抜刀隊） - 2シリーズ

2015年
- 少年ハリウッド -HOLLY STAGE FOR 50-（代理店男性）
- 機動戦士ガンダム THE ORIGIN（ジオン兵）
- ワカコ酒（若い男A、サラリーマン、客）
- GOD EATER（難民）
- 新妹魔王の契約者 BURST（兵士）

2016年
- 銀魂゜（夜兎）
- 少女たちは荒野を目指す（ミキサー）
- ドリフターズ（オルテ兵）
- うたの☆プリンスさまっ♪ マジLOVEレジェンドスター （審査員）

2017年
- クレヨンしんちゃん（星人A）
- 神撃のバハムート VIRGIN SOUL（見物人）
- sin 七つの大罪（地獄門）
- ボールルームへようこそ（不良A）
- Dies irae（男）
- Wake Up, Girls! 新章（西ちゃん、歩の父）

2018年
- おそ松さん（2018年 - 2021年、八百屋、芋人） - 2シリーズ
- グランクレスト戦記（ギュンター）
- 深夜!天才バカボン（ゆとり警官、1億円当選メール、田中、コロコロうんこ兄弟、電話の声）

2019年
- ギヴン（教授）

2020年
- 織田シナモン信長（丹羽長秀）

2021年
- ゲキドル（教師、観客）
- ゾンビランドサガ リベンジ（司会者）
- もっと!まじめにふまじめ かいけつゾロリ（マナブ）
- SCARLET NEXUS（スオウ科学者、科学者）
- 世界最高の暗殺者、異世界貴族に転生する（観光客）
- ふしぎ駄菓子屋 銭天堂（2021年 - 2023年、犯人、街の人）

2022年
- 平家物語（基康）
- デリシャスパーティ♡プリキュア（お客さん、人びと、監視役、プロデューサー）
- 乙女ゲー世界はモブに厳しい世界です（審判）
- よふかしのうた（警官）
- 夫婦以上、恋人未満。（ゾンビ〈スティーブ〉）
- ヤマノススメ Next Summit（校長）

2023年
- 鬼滅の刃 刀鍛冶の里編

### 劇場アニメ
- Wake Up, Girls! 七人のアイドル（2014年、カメラマン）
- THE IDOLM@STER MOVIE 輝きの向こう側へ!（2014年、クルー[5]）
- ぼくらの7日間戦争（2019年、取材男）
- Gのレコンギスタ III 宇宙からの遺産（2021年、パイロット）
- 犬王（2022年）
- おそ松さん〜ヒピポ族と輝く果実〜（2022年、ニュースナレーション）
- 雨を告げる漂流団地（2022年、工事作業員A）
- おそ松さん〜魂のたこ焼きパーティーと伝説のお泊り会〜（2023年、タクシーの乗客）

### OVA
- 機動戦士ガンダム THE ORIGIN（2015年、ジオン兵）
- ハイキュー!! 陸 VS 空（2020年、猿杙大和）

### Webアニメ
- DEVILMAN crybaby（2015年、警察官A）
- 機動戦士ガンダム サンダーボルト（2015年、パイロット）
- TIGER & BUNNY 2（2022年、泥棒）

### ゲーム
- ヴァルキリーアナトミア -ジ・オリジン-（2017年、マクシミリアン[6]）
- 巨影都市（2017年、加賀五郎[7]）
- モダンコンバット Versus（2018年、ノックス[8]）
- ファイナルファンタジーVII リメイク（2020年）
- グランブルーファンタジー リリンク（2024年）
- ファイナルファンタジーVII リバース（2024年）

### ドラマCD
- 寄越す犬、めくる夜1（2015年）[9]
- 軍靴のバルツァー（2018年、トマス[10]）

### 吹き替え

#### 映画（吹き替え）
- アサシン クリード[11]
- あなたを抱きしめる日まで（マイケル・ヘス〈ショーン・マーホン（英語版）〉、アンソニー）
- アバター
- アリータ: バトル・エンジェル（アンティオック〈パトリック・ガスロン〉[12]）
- イングリッド -ネットストーカーの女-（エズラ・オキーフ〈ワイアット・ラッセル[13]〉）
- X-MEN:ダーク・フェニックス（ジョーンズ〈アトー・エッサンドー（英語版）〉[14]）
- オール・ユー・ニード・イズ・キル（基地隊長1[15]）
- ガーディアンズ・オブ・ギャラクシー（ローマン・デイ〈ジョン・C・ライリー〉
- カリフォルニア・ディストラクション（ジェームズ）
- ギヴァー 記憶を注ぐ者
- グランド・イリュージョン 見破られたトリック（ハネス）
- グリフィン家のウエディングノート（新米パパ）
- 西遊記2〜妖怪の逆襲〜（中国語版）（道士3[16]）
- シェイプ・オブ・ウォーター（ブルースター〈マーティン・ローチ〉[17]）
- さようなら、コダクローム（英語版）（ジャスパー〈ゲシン・アンソニー（英語版）〉）
- サラブレッド（フィル）
- 私立探偵ヴァルグ（護衛男）
- 死霊高校
- スーパー・マグナム（エンジェル）
- 世界で一番殺された女（フランス語版）（ドミニク〈ミシェル・フェラッチ（フランス語版）〉）
- セッション（メッツ〈C.J.ヴァナ〉）
- デトロイト（フィリップ・クラウス〈ウィル・ポールター〉）
- 12ラウンド/リローデッド（英語版）
- ドリーム（カルフーン）
- ファイアー・ツイスター（英語版）（ロッド）
- フューリー（独伍長1）
- ブラック・クランズマン（デビッド・デューク〈トファー・グレイス〉、クワメ・トゥーレ〈コーリー・ホーキンズ〉）
- ブラッド・スローン（グリーンマン）
- ペレ 伝説の誕生（英語版）（ジト〈フェルナンド・カルーソ〉）
- ボーダーライン（バーネット〈ケヴィン・ウィギンズ〉）
- MEG ザ・モンスター（ディアンジェロ〈ロブ・キパ・ウィリアムズ〉[18]）
- ライド・アロング〜相棒見習い〜（アスフェイス23）
- ライフ・ゴーズ・オン 彼女たちの選択（マック）
- ラッシュ/プライドと友情（メルツァリオ[19]）
- ラ・ラ・ランド（グレッグ〈フィン・ウィットロック〉[20]）
- レジェンド・オブ・メダリオン -時空を越えた秘密の島-（ダニエル・アンダーソン〈アレックス・ケンドリック〉）
- レフト・ビハインド（クリス・スミス〈ウィリアム・ラグズデール（英語版）〉）
- ローン・レンジャー（ブレイン〈デイモン・カーニー〉）
- ロジャー・コーマン デス・レース 2050（ノーバート）
- LONG WAY HOME ロング・ウェイ・ホーム（ラス）
- ワイルド・スピード ICE BREAK（技師2[21]）
- ワウンズ: 呪われたメッセージ

#### ドラマ
- 宇宙船レッド・ドワーフ号（ボブ）
- エル・チャポ（エステバンメキシコ州知事）
- オール・ユー・ニード・イズ・キル（基地隊長）
- ガンパウダー（ノーサンバランド）
- 救命医ハンク セレブ診療ファイル（マシュー）
- GRIMM/グリム（レオ）
- The OA（ホーンビー）
- ジ・アメリカンズ（司法副長官）
- GCB 〜キラめく女の逆襲バトル〜（英語版）（ザック・ピーチャム〈ブラッド・バイアー〉）
- ジャーナリスト事件簿〜匿名の影〜（英語版）（インゲル・マリエの夫）
- シリコンバレー狂騒曲（トッド・クライゼルマン〈オリヴァー・クーパー（英語版）〉[22]）
- スキャンダル 託された秘密（ハル）
- スクリーム・クイーンズ（看守男1）
- ストレイン 沈黙のエクリプス（レッドファーン）
- ノーリミット（刑事）
- ノンストップ・スリラー「暴走地区-ZOO-」（エイムズ）
- ハウス・オブ・カード 野望の階段（セス・グレイソン〈デレク・セシル（英語版）〉）
- 華政（尚膳、グボク）
- HOMELAND
- ホジュン〜伝説の心医〜（光海君）
- ラッシュアワー（英語版）（マーレイ）
- LAW & ORDER:Trial by Jury（グレース）
- LAW & ORDER:UK（英語版）（ソーヤ）
- ローン・レンジャー（ブレイン）
- 私はラブ・リーガル（ハロラン判事）

#### アニメ
- アルティメット・スパイダーマン
- コウノトリ大作戦!（夫[23]）
- Jessy and Nessy（カバノキ、ドロップ）
- ストレッチ・アームストロング&フレックス・ファイターズ（英語版）（リカルド）
- トロールハンターズ（英語版）（ドラール）
- ハイ・ホー7D（グリム[24]）
- まじょとねこどん ほうきでいくよ（英語版）（かえるくん[25]）
- ヨウゼン（魔礼寿[26]）

### 映画
- テルマエ・ロマエII（2014年）※声の出演

### 舞台
- 鬼の居ぬ間に「逆柱 -追憶の呪い-」（2019年）[27]

### ボイスオーバー
- BS世界のドキュメンタリー・シリーズ金融破綻その後「アメリカ 冬の時代〜転落する中産階級〜」（NHK BS1、ジョン）
- BBC地球伝説 地下に眠るローマ帝国（BS朝日、タトル博士）
- プロジェクト・ランウェイ14（WOWOW、ジョセフ・チャールズ・ポリ）

### その他コンテンツ
- Audible・マル暴総監（朗読）

### シリーズ一覧
1. ↑  第1期（2014年）、第2期『セカンドシーズン』（2015年 - 2016年）、第4期『TO THE TOP』第1クール（2020年）、第4期『TO THE TOP』第2クール（2020年）
2. ↑  2nd Season前半『スターダストクルセイダース』（2014年）、2nd Season後半『スターダストクルセイダース エジプト編』（2015年）、3rd Season『ダイヤモンドは砕けない』（2016年）
3. ↑  第1期（2014年）、第2期『来訪者編』（2020年）
4. ↑  第2期（2018年）、第3期（2021年）